# 21922 Мокз
21922 Мокз (21922 Mocz) — астероїд головного поясу, відкритий 3 листопада 1999 року.
Тіссеранів параметр щодо Юпітера — 3,607.